# 沉思曲

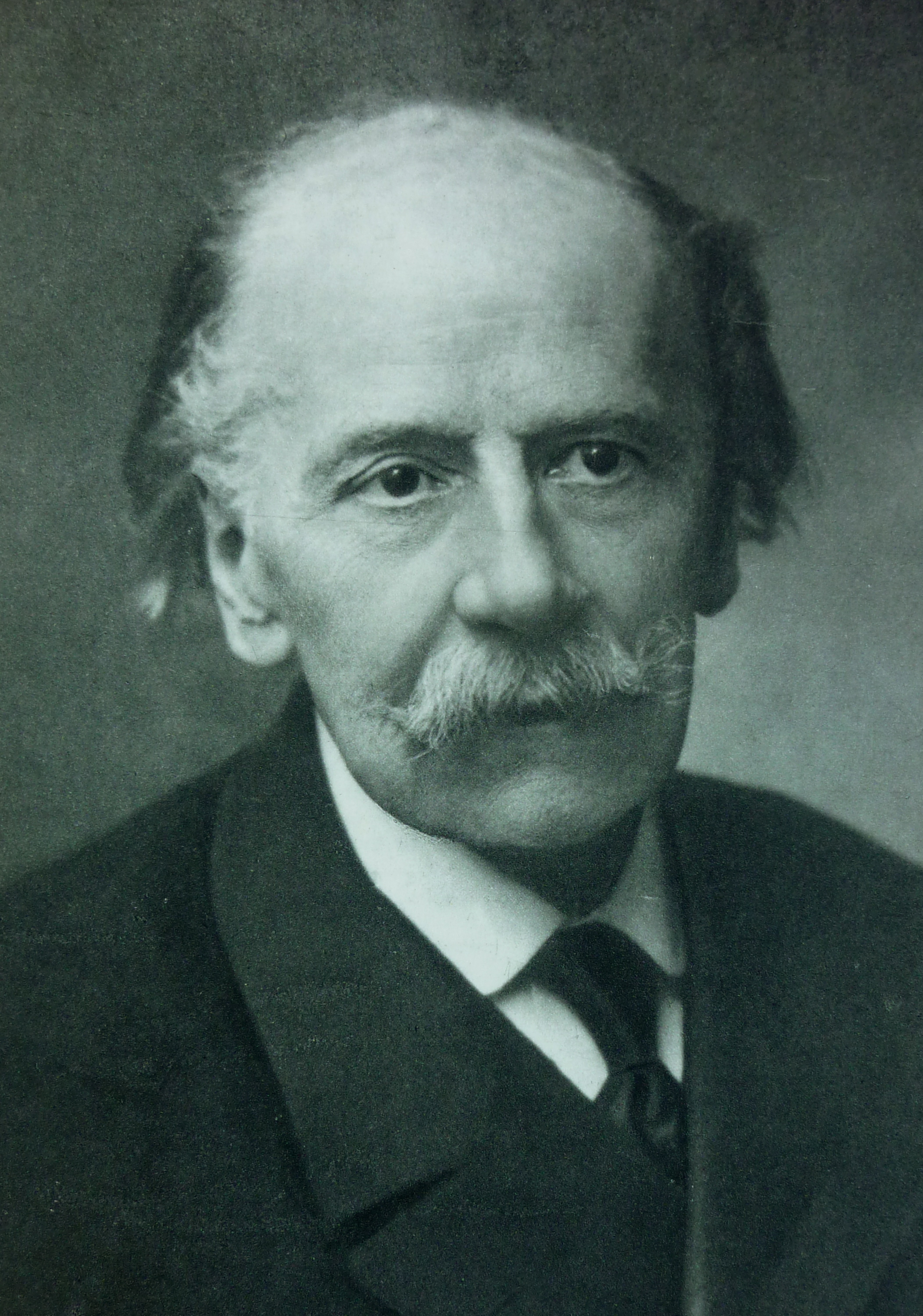
儒勒·马斯内的照片

《沉思曲》（法語：Méditation）是法国作曲家儒勒·马斯内的代表作品。是歌剧《泰伊思》（Thais）第二幕第一场与第二场中间所奏的间奏曲，故又称为《泰伊思冥想曲》或《广阔的天空》。

## 创作背景
歌剧《泰伊思》创作于1893年，以公元四世纪古埃及名城亚历山大，讲述了一位在沙漠中修行的修道士拯救女幽灵Thais的宗教故事。修道士冒险进城将沉迷于纸醉金迷生活中的名妓Thais带出，并苦苦劝告她离开花红酒绿的交际圈。Thais受到修道士的感化，摆脱纵情享乐的世俗生活，皈依宗教，入修道院当修女。但修道士却被Thais的青春美丽所打动，爱上了Thais。在上帝和爱情之间，修道士倍受折磨，于是选择逃离修道院游走四方。但最终他摆脱不了对Thais的思念，回到了Thais身旁。此时Thais在修道院里获得了宁静，同时也彻底失去了人间的欢乐，最终她带着一种复杂的心情离开了人世。在她已病入膏肓弥留之际，修道士匍匐在爱情脚下。修道士成了罪人，罪人泰伊思的灵魂却升入了天堂。
小提琴曲《沉思》描述的便是原本善良美丽的Thais在修道士的劝说下幡然悔悟。乐曲第一段宁静祥和，犹如少女虔诚地向上帝敞开心扉企求上帝的宽恕。乐曲第二段几次转调和使用变化音，使音乐的情绪很不稳定，表现了Thais思潮涌动内心矛盾挣扎。第三段乐曲又恢复平静，虔诚的祈祷得到了实现。小提琴在结尾处推向了高音区仿佛被净化的灵魂飞向天界，最后乐曲在低音区结束。